# Crest (Drôme)
Crest è un comune francese di 8 153 abitanti situato nel dipartimento della Drôme della regione dell'Alvernia-Rodano-Alpi.

## Monumenti e luoghi d'interesse

### Architetture militari
- Torre di Crest (XII-XIV/XV secolo)[2][3] [4]

## Società

### Evoluzione demografica
Abitanti censiti
Nel 1938 aveva 5 800 abitanti.

## Amministrazione

### Gemellaggi
- Ponte San Nicolò, Italia

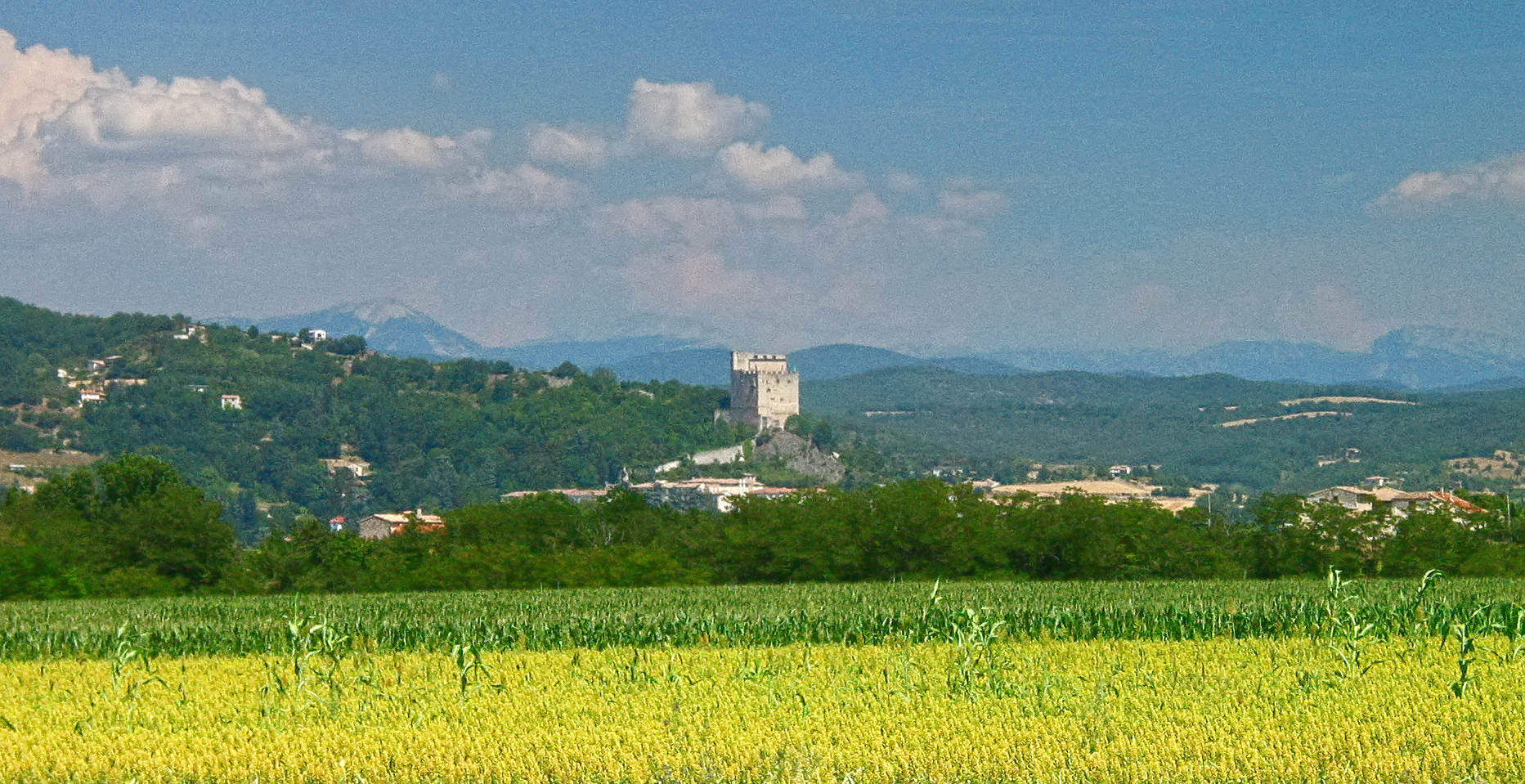
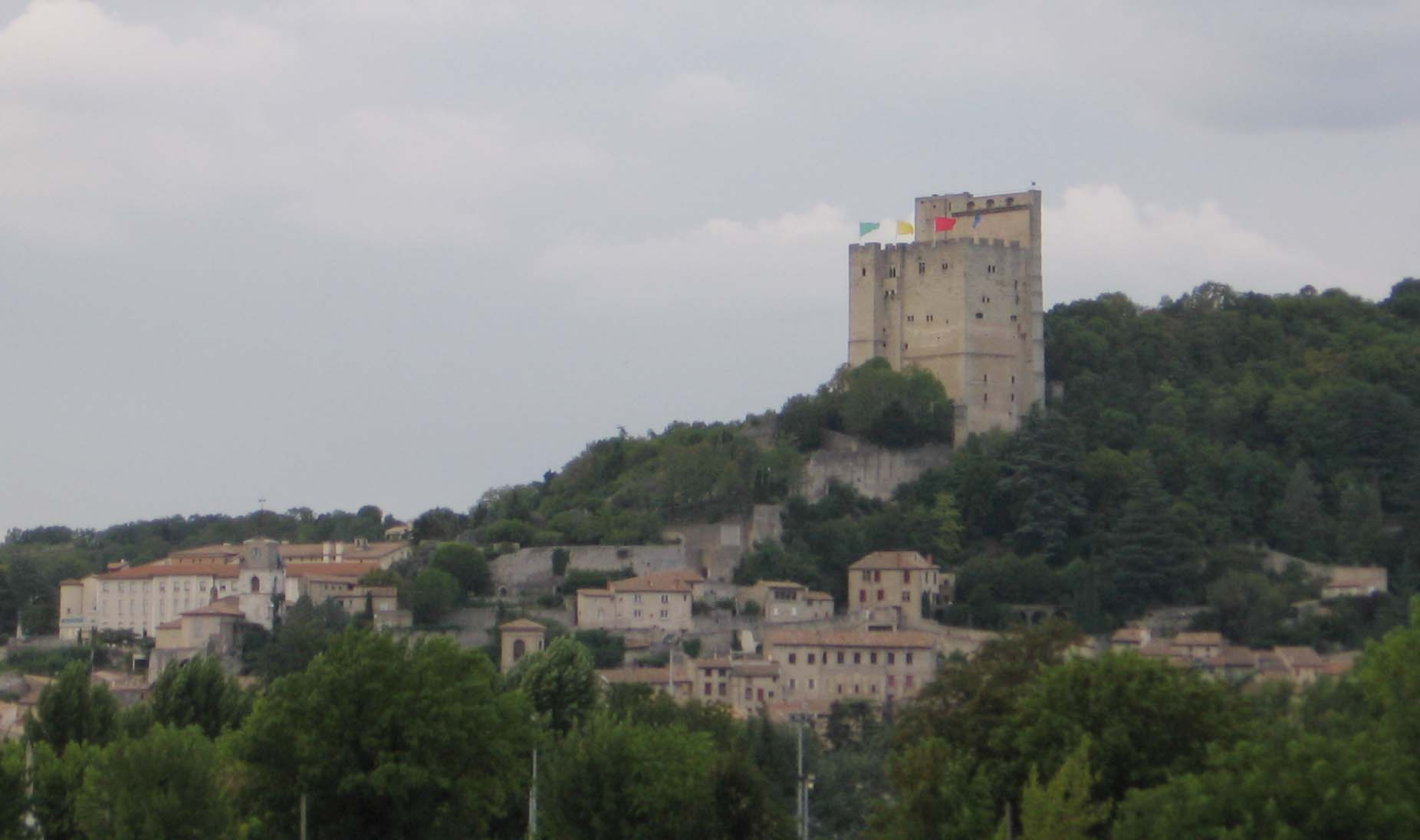